# Електрическо превозно средство
Понятието електрическо превозно средство е широко, обхващайки разнообразни по предназначение, конструкция и мощност превозни средства, движени от електрическа тяга.
Общият признак, който ги обединява, е използването на електрическа енергия за задвижването им.

## Разновидности
Според предназначението
- за железопътен транспорт
- за промишлен транспорт
- за градски транспорт
- леки електрически коли и др.

Според захранващото напрежение
- за постоянен ток
- за променлив ток

Според начина на захранване
- автономни
- неавтономни

Според вида на пътя
- релсови
- безрелсови

## Принципът замърсителят плаща
МАЕ казва, че бензинът и дизелът трябва да се облагат с данък според вредите, които причиняват на здравето и околната среда. Държавните поръчки понякога се използват за насърчаване на националните производители на електромобили. Много страни ще забранят продажбите на превозни средства с изкопаеми горива между 2025 и 2040 г.
Много правителства предлагат стимули за насърчаване на използването на електрически превозни средства, с цел намаляване на замърсяването на въздуха и потреблението на масло. Някои стимули имат за цел да увеличат покупките на електрически превозни средства, като компенсират покупната цена с безвъзмездна помощ. Други стимули включват по-ниски данъчни ставки или освобождаване от определени данъци и инвестиции в инфраструктура за зареждане.
Компаниите, продаващи електромобили, си партнираха с местните електрически компании, за да осигурят големи стимули за някои електрически превозни средства.